# ナウル航空
ナウル航空（Nauru Airlines）は、ナウルの航空会社。1970年～2006年まではエア・ナウル（Air Nauru、ナウル航空とも）と、2006年～2014年7月31日はアワー航空（Our Airline）と称していた。

## 概要

### 前身

旧ロゴ

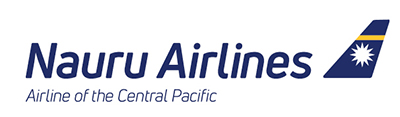
現ロゴ

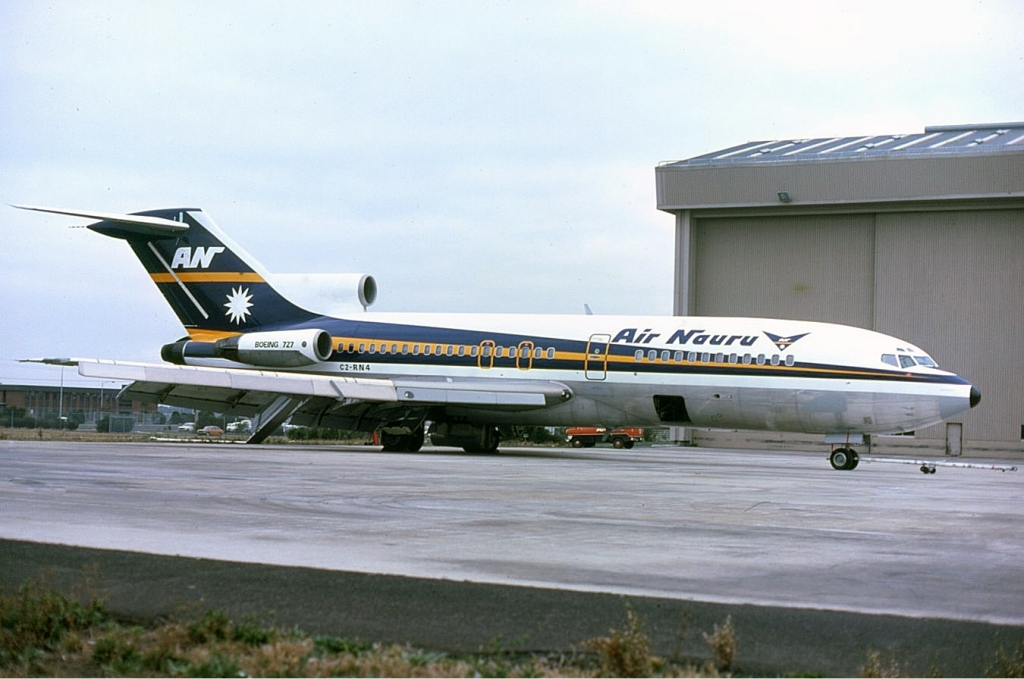
ボーイング727-77C

前身のエアナウルは1970年に設立され、ナウル島の中心地、ヤレン地区にあるナウル国際空港をベースに、ボーイング727やボーイング737-200、フォッカー F28などでオーストラリアやニュージーランドなどの近隣諸国や日本（鹿児島空港と那覇空港）、グアムやホノルルなどの太平洋地域を中心に就航していた。機体の整備等は外国に委託していた。

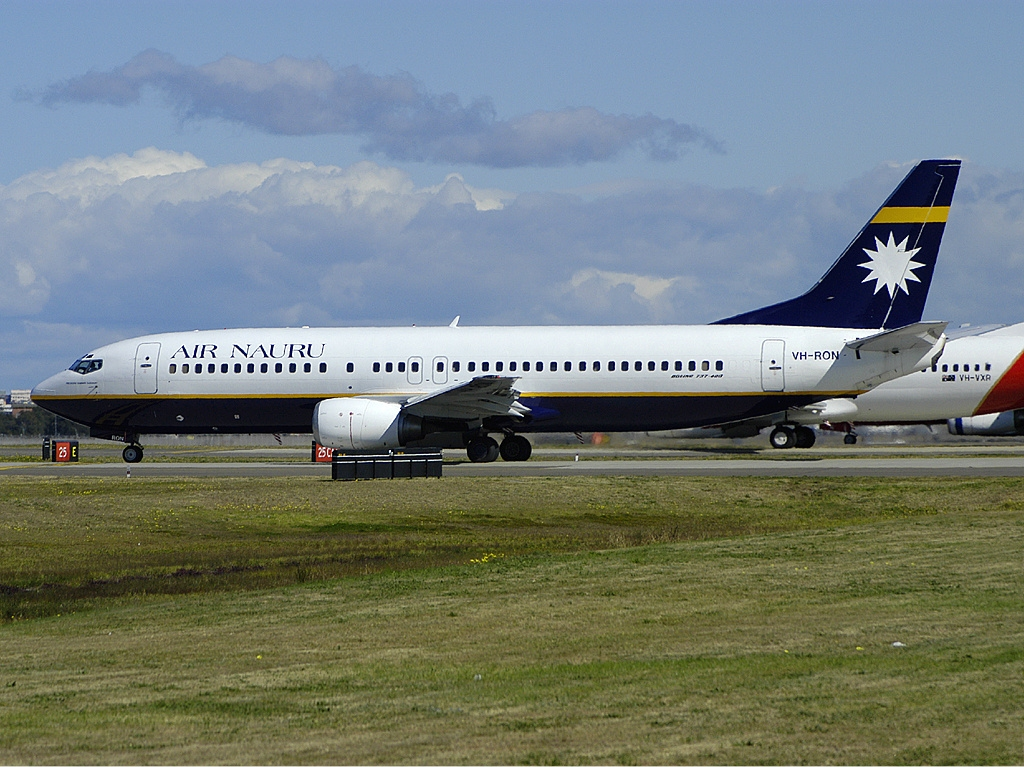
ボーイング737-400

しかし、ナウルの主要産業であったリンの採掘が枯渇したために、1990年代に国家財政が破綻した。その後も運航を続けていたが、2000年代に入り経営状況が逼迫し、2005年12月にオーストラリアのメルボルンで債権者によってボーイング737-400を差し押さえられた。

### 社名変更

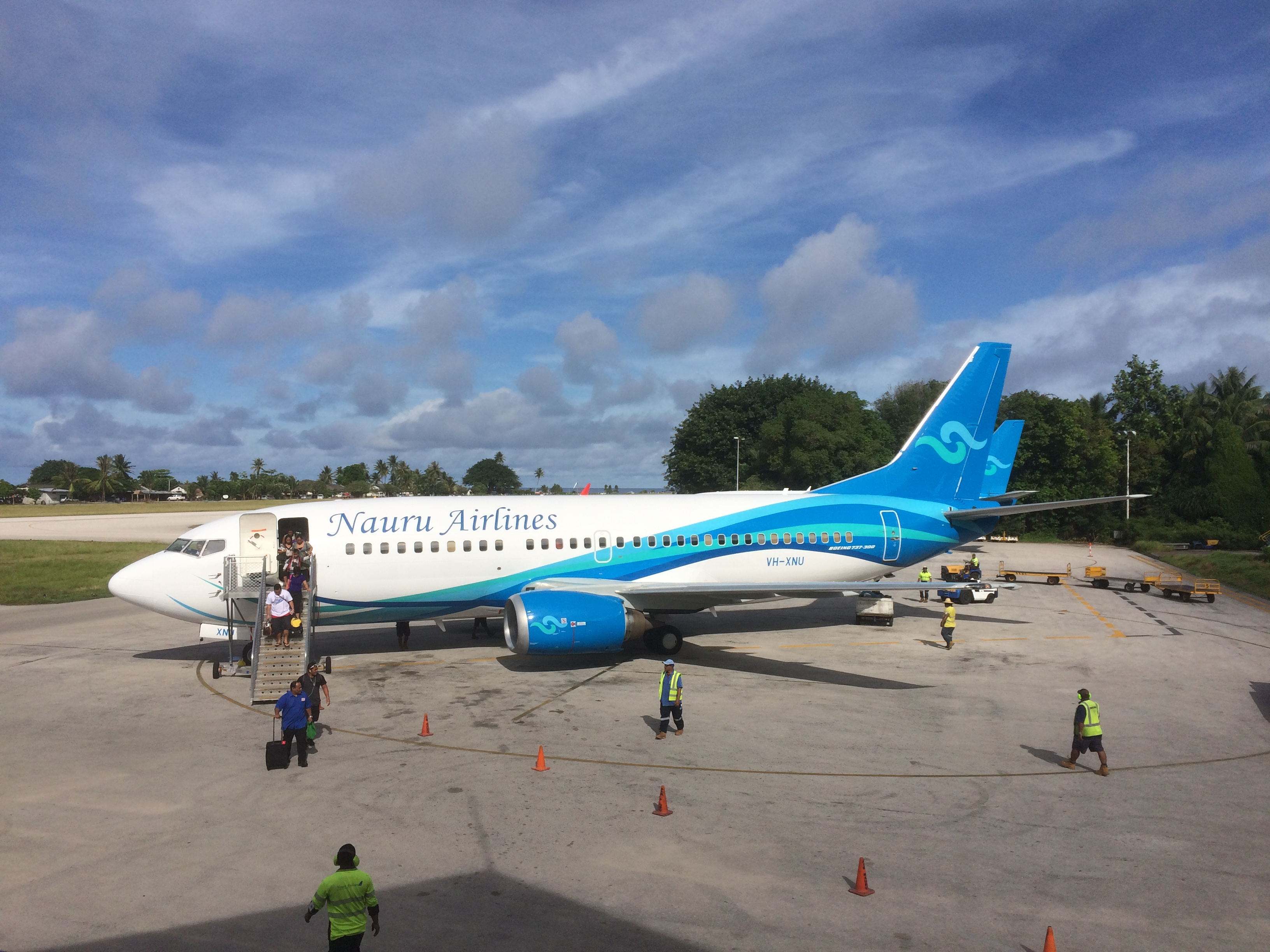
ボーイング737-300

しかしナウルが国交を結んでいる主要な援助国である中華民国の援助によりボーイング737-300型機を新たに購入。2006年9月より運航を再開し、同時に社名をアワー航空に変更した。
2014年8月1日には、社名が現在のナウル航空に再び変更された。また、これ以降ボーイング737-300の追加導入を進めるとともに、貨物専用機も導入した。

### 現在
現在はオーストラリアのカンタス航空とのコードシェア運航や、キリバス航空からウェットリースの運航も委託するなどネットワークを拡大している。

## 就航先

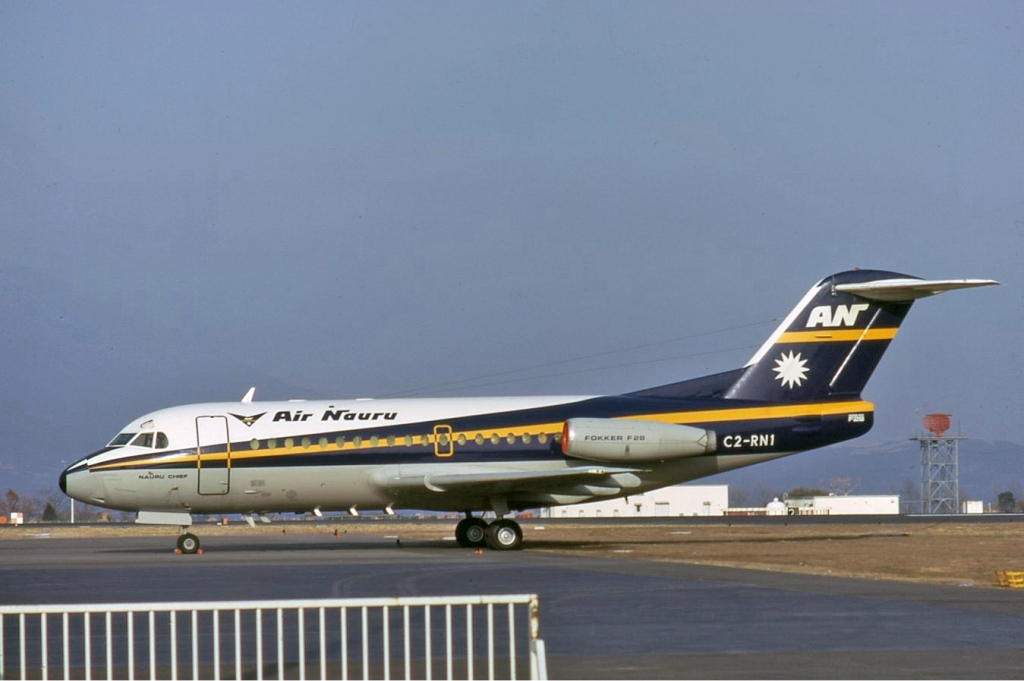
以前運航していたフォッカー F28

| 国               | 空港             |
| ---------------- | ---------------- |
| ナウル           | ナウル(ハブ空港) |
| パラオ           | パラオ           |
| マーシャル諸島   | マジュロ         |
| ミクロネシア連邦 | ポンペイ島       |
| キリバス         | タラワ           |
| オーストラリア   | ブリスベン       |

## 日本との歴史
エア·ナウル時代、1972年12月13日から、フォッカー F28、ボーイング727-100、ボーイング737-200で　鹿児島-那覇-グアム-ポンペイ-ナウル線を運行していた。1988年をもって運休し、日本から撤退した。運休理由はパイロット不足によるもの。東京にあったエア·ナウル東京支店の家賃を滞納していたとも言われる。

## 運航機材
ボーイング737シリーズのみを運航している。また、全機が中古機。
| 機種                | 保有数 | 用途 | コンフィグ      |
| ------------------- | ------ | ---- | --------------- |
| ボーイング737-300   | 2      | 旅客 | C18Y96、C10Y114 |
| ボーイング737-300F  | 2      | 貨物 | 貨物            |
| ボーイング737-700   | 1      | 旅客 | C12Y144         |
| ボーイング737-800   | 1      | 旅客 | C10Y168         |
| ボーイング737-800SF | 1      | 貨物 | 貨物            |